# Tephrina impunctata
Tephrina impunctata là một loài bướm đêm trong họ Geometridae.